# حيدر علي ناجي العزي
باحث و تربوي و مؤرخ يمني ولد في قرية (خودر) في مديرية ( كسمة (ريمة) )، في محافظة ريمة في العام 1956، و فيها نشأ ودرس جزءًا من المرحلة الابتدائية، ثم انتقل إلى مدينة صنعاء، وهو في الثالثة عشرة من عمره؛ فأكمل مراحل التعليم العام، ثم التحق بقسم التاريخ في كلية الآداب بجامعة صنعاء، وحصل على شهادة الليسانس في التاريخ عام 1410هـ/1990م، ثم حصل على درجة الماجستير من نفس القسم في التاريخ الحديث عام 1422هـ/2001م.
تعيَّن عام 1392هـ/1972م موظفًا في مجلس الشورى، ثم انتقل إلى سلك التعليم؛ فعمل مدرسًا ومديرًا لعدد من المدارس في مديرية ( كسمة (ريمة) )، كما عمل في عدد المراكز التعليمية في محافظة ريمة، ثم تعيَّن مديرًا عامًا لمكتب التربية والتعليم في محافظة ريمة. ساهم في تأسيس الحركة التعاونية، والمجالس المحلية في مديرية ( كسمة (ريمة) ) ، وعمل أمينًا عامًا للهيئة التعاونية هناك عام 1397هـ/1977م، وأمينًا عامًا للمجلس المحلي عام 1405هـ/1985م. كما ساهم في تأسيس العمل النقابي، وعمل مسئولاً ماليًا لنقابة المهن التعليمية في محافظة صنعاء، وحضر بعض المؤتمرات والندوات والمهرجانات، وهو عضو مؤسس في حزب المؤتمر الشعبي العام.

## من مؤلفاته
- انقلاب عام 1955م في اليمن. صدر عن وزارة الثقافة والسياحة عام 1425هـ/2004م.[3]
- التيارات السياسية اليمنية المساهمة في انهيار المملكة المتوكلية - بحث منشور في صحيفة الجمهورية - [4]
- إنشاء و تأسيس محافظة ريمة - مطابع التوجيه المعنوي - 2011
- له العديد من الأبحاث والدراسات والمقالات الصحفية، وهو مدير تحرير صحيفة ريمة.